# Biot (Alpy Nadmorskie)
Biot – miejscowość i gmina we Francji, w regionie Prowansja-Alpy-Lazurowe Wybrzeże, w departamencie Alpy Nadmorskie.
Według danych na rok 1990 gminę zamieszkiwało 5575 osób, a gęstość zaludnienia wynosiła 359 osób/km² (wśród 963 gmin regionu Prowansja-Alpy-W. Lazurowe Biot plasuje się na 123. miejscu pod względem liczby ludności, natomiast pod względem powierzchni na miejscu 582.).
Biot ma burzliwą historię. W XIV w. miastem władali joannici, po których pozostały liczne krzyże maltańskie wyryte w kamieniach. W 1470 r., po latach najazdów i epidemii sprowadzono tutaj włoskich osadników z terenów dzisiejszej Ligurii. W mieście zachowało się sporo wiekowych domów pozbawionych kantów (by osły nie zaczepiały o nie ładunkiem). Budowano je z czego się dało - sterczą z nich nawet skorupy ceramicznych naczyń. Miejscowa ceramika była źródłem pomyślności miasta, eksportowano ją nawet do Indii i Ameryki. W złotym wieku XVIII działało 50 warsztatów, które upadły wraz z nadejściem rewolucji przemysłowej. 
Na terenie posiadłości Mas Saint-André, kupionej w 1955 roku przez Fernanda Légera znajduje się Muzeum z kolekcją dzieł artysty. To druga, po paryskim Centre Pompidou, największa kolekcja jego dzieł.